# Neoribates neonominatus
Neoribates neonominatus är en kvalsterart som beskrevs av Subías 2004. Neoribates neonominatus ingår i släktet Neoribates och familjen Parakalummidae. Inga underarter finns listade i Catalogue of Life.